# Радиковский, Дмитрий Владимирович
Дмитрий Владимирович Радиковский (род. 4 июня 2005) — российский футболист, нападающий московского «Локомотива», выступающий на правах аренды за «Витебск».

## Карьера

### «Локомотив» Москва

#### Аренда в «Арсенал» Дзержинск
Воспитанник футбольной академии имени Юрия Коноплёва. С июля 2022 года стал игроком московского «Локомотива», где стал выступать за юношеские команды клуба. В марте 2024 года на правах арендного соглашения присоединился к дзержинскому «Арсеналу», соглашение с которым было подписано до конца сезона. Дебютировал за клуб 17 марта 2024 года в матче против жодинского «Торпедо-БелАЗ», выйдя на поле в стартовом составе. Первым результативным действием за клуб отличился 5 апреля 2024 года в матче против «Витебска», отдав голевую передачу. Дебютными забитыми голами за клуб  отличился 13 апреля 2024 года в матче против «Ислочи», оформив дубль. По итогу прошедшего тура был признан лучшим игроком по версии АБФФ. Своим очередным забитым голом за клуб отличился 20 апреля 2024 года в матче против солигорского «Шахтёра». На протяжении первой половины сезона выступал за белорусский клуб в роли одного из основных игроков, отличившись 5 забитыми голами и голевой передачей. В июле 2024 года покинул дзержинский клуб, вернувшись в московский «Локомотив».

#### Сезон 2024/25
В июле 2025 года присоединился к основной команде московского «Локомотива». Однако в скором времени также стало известно, что московский клуб может вернуть футболиста в дзержинский «Арсенал», чтобы тот получал больше игровой практики. Также в июле 2024 года сообщалось, что футболист может продолжить карьеру в московской «Родине». В конце июля 2024 года продлил контракт с клубом до конца июня 2028 года. Дебютировал за клуб 28 августа 2024 года в матче Кубка России в матче против московских «Химок», выйдя на замену на 76 минуте и отличившись также своим дебютным забитым голом. Однако на протяжении первой половины сезона почти не получал игровой практики, оставаясь постоянно на скамейке запасных, проведя 2 матча в рамках Кубка России, в которых отличился своим единственным забитым голом. В декабре 2024 года сообщалось, что Радиковский может присоединился к клубу «Ленинградцу». Однако в скором времени генеральный директор клуба опроверг слухи об интересе к футболисту.

#### Аренда в «Витебск»
В январе 2025 года прибыл на просмотр в белорусский «Торпедо-БелАЗ». Однако в феврале 2025 года покинул распоряжение жодинского клуба. В марте 2025 года на правах арендного соглашения присоединился к «Витебску», соглашение с которым было заключено до конца сезона. Дебютировал за клуб 9 марта 2025 года в четвертьфинальном матче Кубка Беларуси против «Слуцка», выйдя на замену на 66 минуте. Первый матч в чемпионате сыграл 15 марта 2025 года против борисовского БАТЭ, выйдя на поле в стартовом составе. Дебютным забитым горлом за клуб отличился 5 апреля 2025 года в матче против новополоцкого «Нафтана».

## Международная карьера
В сентябре 2024 года футболист получил вызов в молодёжную сборную Россия. Дебютировал за сборную футболист 6 сентября 2024 года в товарищеском матче против сборной Вьетнама, выйдя на поле в стартовом составе.